# Champs Catalauniques
Pour les articles homonymes, voir Champs et Bataille des champs Catalauniques.
Les champs Catalauniques sont une plaine de Champagne, à proximité de Châlons-en-Champagne.

## Histoire
Ce toponyme historique tient son nom des Catalaunes (Catalauni en latin), un peuple celte. Cette plaine portait aussi le nom de campus Mauriacus.
Les champs Catalauniques tirent leur notoriété de la défaite qu’y auraient subie en 451 les Huns d’Attila, vaincus par le Romain Aetius,.
Il y eut aussi une autre bataille en 274 entre les forces romaines de l'empereur Aurélien et celles de l'empereur gaulois Tetricus.